# Thomas Adès

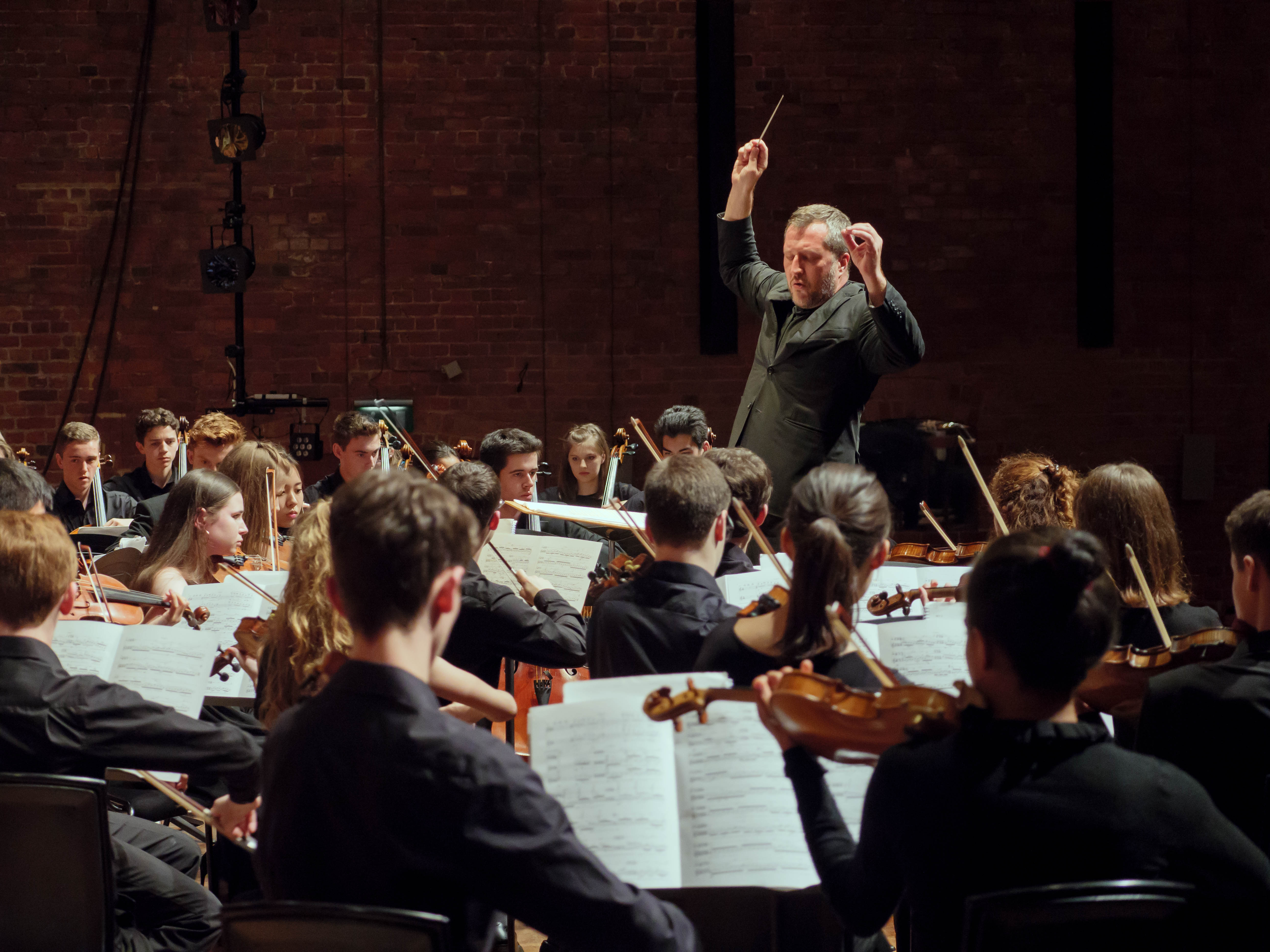
Thomas Adès rege a Orquestra Nacional Juvenil da Grã-Bretanha no Snape Maltings Concert Hall

Thomas Adès (Londres, 1 de março de 1972) é um compositor britânico de origem judaica sirio.
Estudou piano com Paul Berkowitz e, posteriormente, composição com Robert Saxton na Guildhall School of Music and Drama, em Londres. Foi premiado no King's College em Cambridge e na Royal Academy of Music, recebendo título de doutor honoris causa na Universidade de Essex.
Em 2007, sua obra foi tema do festival anual de música contemporânea na Radio France e em Helsínquia. Sua ópera The Tempest, baseada no romance homônimo de Shakespeare, foi apresentada na Royal Opera House, recebendo grande aclamação. Em 2015, foi eleito para o quadro de diretores da Academia Europeia de Teatro Musical.